# Lee Wai Sze
Lee Wai Sze (n. 12 mai 1987, Kowloon, Hong Kongul britanic, Regatul Unit) este o sportivă ce a reprezentat Hong Kong, medaliată olimpică. A participat la 3 ediții ale Jocurilor Olimpice (2012, 2016, 2020) în care a câștigat 2 medalii de bronz.